# All-NBA G League Team
La All-NBA G League Team est une distinction attribuée par la NBA Gatorade League aux meilleurs joueurs de la ligue à l'issue de chaque saison. Le vote est effectué auprès des entraîneurs. Les All-NBA G League Team sont composées de trois cinq majeurs, avec une première, une seconde et une troisième équipe. Les All-NBA G League Team comportaient à l'origine deux équipes, avant de passer à trois équipes en 2007–08.
Les joueurs reçoivent cinq points pour un vote dans la première équipe, trois points pour un vote dans la deuxième équipe et un point pour un vote dans la troisième équipe. Les cinq joueurs avec le plus fort total de points composent la première équipe, les cinq suivants composent la deuxième équipe et les cinq suivants composent la troisième équipe. En cas d'égalité à la cinquième position d'une équipe, l'effectif de l'équipe est alors étendu.
Omar Cook, Blake Ahearn, Will Conroy, Jerel McNeal, Quinn Cook, Johnathan Motley et Justin Anderson détiennent le record du plus grand nombre de sélections avec trois apparitions chacun.

## Lauréats

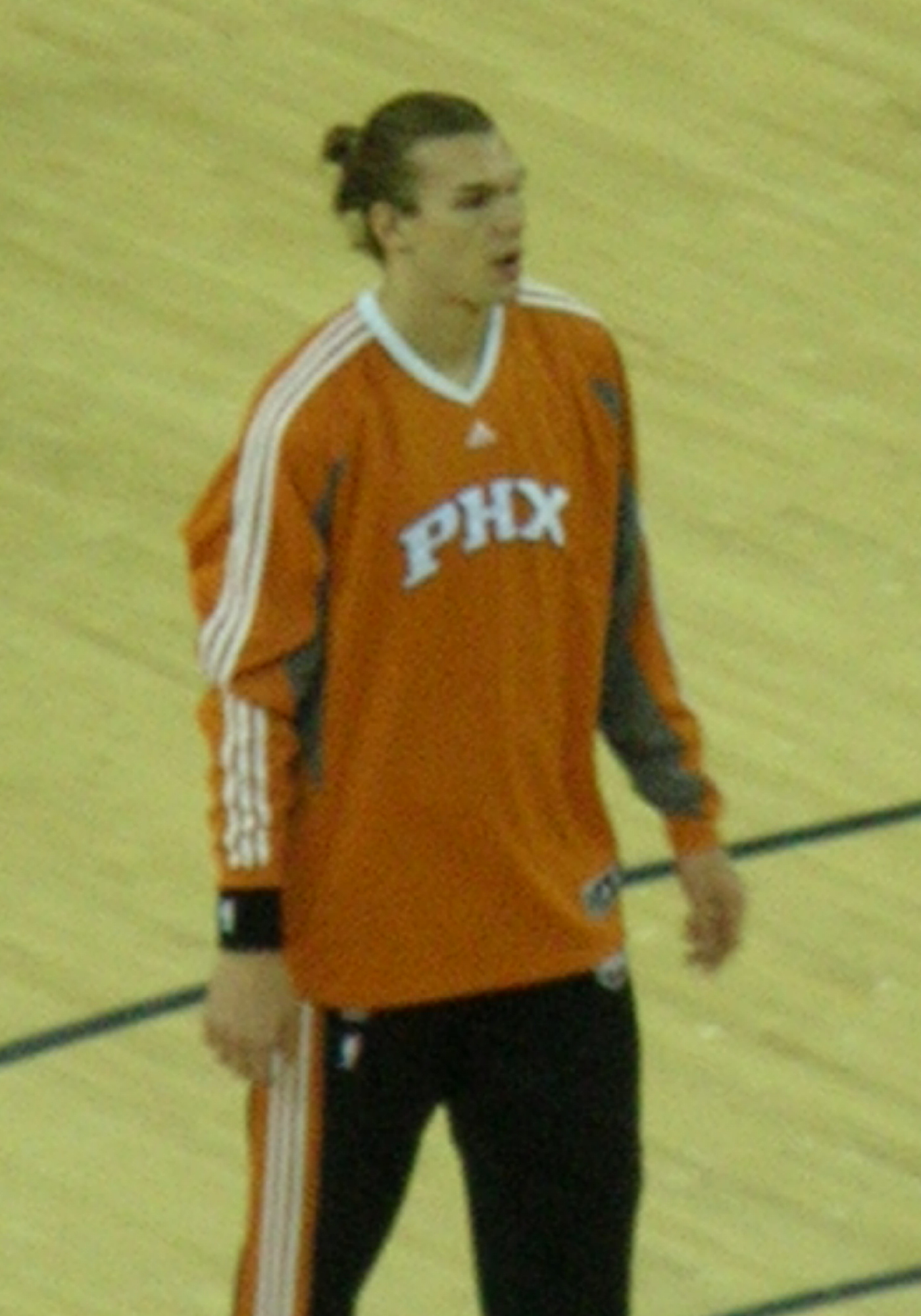
Louis Amundson est sélectionné dans la All-NBA D-League First Team en 2006–07.

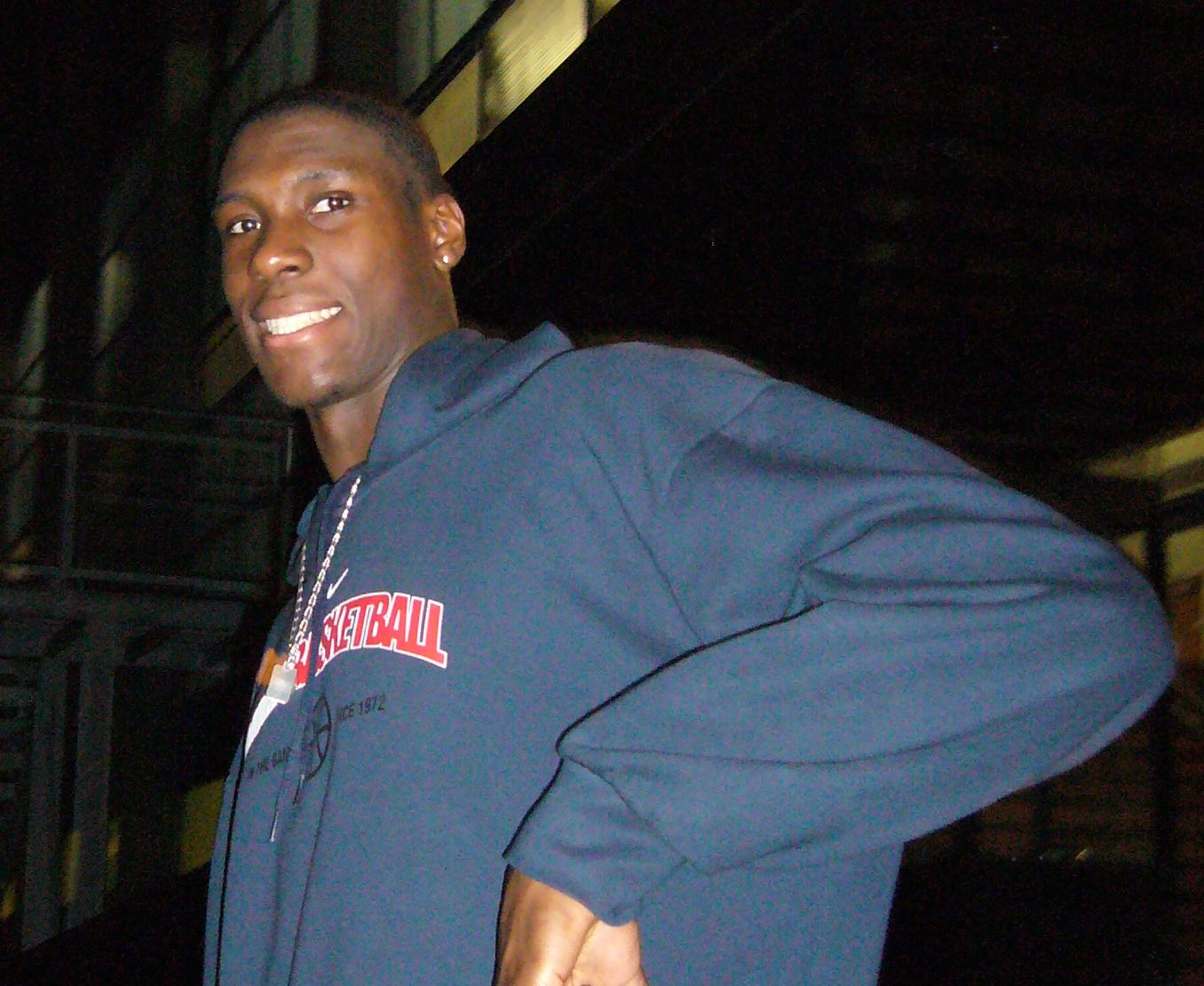
Ian Mahinmi est nommé dans la First Team avec les Toros d'Austin.

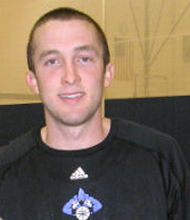
Blake Ahearn est sélectionné dans les All-NBA D-League Team à trois reprises.

| ^          | Indique le joueur ayant été nommé MVP de la NBA Development League la même année. |
| Joueur (X) | Nombre de fois où le joueur a été sélectionné en All-NBA Development League.      |

| Saison  | First team         | First team                                  | Second team                 | Second team              |
| Saison  | Joueurs            | Équipe                                      | Joueurs                     | Équipe                   |
| ------- | ------------------ | ------------------------------------------- | --------------------------- | ------------------------ |
| 2001-02 | Isaac Fontaine     | Revelers de Mobile                          | Omar Cook                   | Patriots de Fayetteville |
| 2001-02 | Tremaine Fowlkes   | Riverdragons de Columbus                    | Paul Grant                  | Altitude d'Asheville     |
| 2001-02 | Thomas Hamilton    | Dazzle de Roanoke / Groove de Greenville[a] | Derek Hood                  | Revelers de Mobile       |
| 2001-02 | Ansu Sesay^        | Groove de Greenville                        | Terrell McIntyre            | Patriots de Fayetteville |
| 2001-02 | Billy Thomas       | Groove de Greenville                        | Sedric Webber               | Lowgators de Charleston  |
| 2002-03 | Devin Brown^       | Patriots de Fayetteville                    | Cory Alexander              | Dazzle de Roanoke        |
| 2002-03 | Tierre Brown       | Lowgators de Charleston                     | Ernest Brown                | Revelers de Mobile       |
| 2002-03 | Tang Hamilton      | Riverdragons de Columbus                    | Derek Hood (2)              | Revelers de Mobile       |
| 2002-03 | Mikki Moore        | Dazzle de Roanoke                           | Nate Johnson                | Riverdragons de Columbus |
| 2002-03 | Jeff Trepagnier    | Altitude d'Asheville                        | Sedric Webber (2)           | Lowgators de Charleston  |
| 2003-04 | Josh Asselin       | Dazzle de Roanoke                           | Omar Cook (2)               | Patriots de Fayetteville |
| 2003-04 | Tierre Brown^ (2)  | Lowgators de Charleston                     | Britton Johnsen             | Patriots de Fayetteville |
| 2003-04 | Jason Collier      | Patriots de Fayetteville                    | Philip Ricci                | Flight de Huntsville     |
| 2003-04 | Desmond Penigar    | Altitude d'Asheville                        | Junie Sanders               | Patriots de Fayetteville |
| 2003-04 | Marque Perry       | Dazzle de Roanoke                           | Ime Udoka                   | Lowgators de Charleston  |
| 2004-05 | Cory Alexander (2) | Dazzle de Roanoke                           | Damone Brown                | Flight de Huntsville     |
| 2004-05 | Matt Carroll^      | Dazzle de Roanoke                           | Omar Cook (3)               | Patriots de Fayetteville |
| 2004-05 | Hiram Fuller       | Flame de la Floride                         | Ron Slay                    | Altitude d'Asheville     |
| 2004-05 | Kirk Haston        | Flame de la Floride                         | James Thomas                | Dazzle de Roanoke        |
| 2004-05 | Isiah Victor       | Dazzle de Roanoke                           | David Young (ex æquo)       | Patriots de Fayetteville |
| 2004-05 | Isiah Victor       | Dazzle de Roanoke                           | Derrick Zimmerman (ex æquo) | Riverdragons de Columbus |
| 2005-06 | Andre Barrett      | Flame de la Floride                         | Erik Daniels                | Patriots de Fayetteville |
| 2005-06 | Will Bynum         | Dazzle de Roanoke                           | John Lucas III              | 66ers de Tulsa           |
| 2005-06 | Marcus Fizer^      | Toros d'Austin                              | Scott Merritt               | Toros d'Austin           |
| 2005-06 | Anthony Grundy     | Dazzle de Roanoke                           | Luke Schenscher             | Flyers de Fort Worth     |
| 2005-06 | Ime Udoka (2)      | Flyers de Fort Worth                        | Jamar Smith (ex æquo)       | Toros d'Austin           |
| 2005-06 | Ime Udoka (2)      | Flyers de Fort Worth                        | Isiah Victor (2) (ex aquo)  | Dazzle de Roanoke        |
| 2006-07 | Louis Amundson     | 14ers du Colorado                           | Will Conroy                 | 66ers de Tulsa           |
| 2006-07 | Elton Brown        | 14ers du Colorado                           | B. J. Elder                 | Toros d'Austin           |
| 2006-07 | Randy Livingston^  | Stampede de l'Idaho                         | Kevinn Pinkney              | Jam de Bakersfield       |
| 2006-07 | Renaldo Major      | Wizards du Dakota                           | Jared Reiner                | Skyforce de Sioux Falls  |
| 2006-07 | Von Wafer          | 14ers du Colorado                           | Jeremy Richardson (ex æquo) | Flyers de Fort Worth     |
| 2006-07 | Von Wafer          | 14ers du Colorado                           | Jawad Williams (ex æquo)    | Arsenal d'Anaheim        |

| Saison  | First team             | First team                                     | Second team          | Second team                                     | Third team          | Third team                                    |
| Saison  | Joueurs                | Équipes                                        | Joueurs              | Équipes                                         | Joueurs             | Équipes                                       |
| ------- | ---------------------- | ---------------------------------------------- | -------------------- | ----------------------------------------------- | ------------------- | --------------------------------------------- |
| 2007-08 | Sean Banks             | D-Fenders de Los Angeles                       | Blake Ahearn         | Wizards du Dakota                               | Morris Almond       | Flash de l'Utah                               |
| 2007-08 | Eddie Gill             | Colorado 14ers                                 | Lance Allred         | Stampede de l'Idaho                             | Jelani McCoy        | D-Fenders de Los Angeles                      |
| 2007-08 | Randy Livingston (2)   | Stampede de l'Idaho                            | Andre Barrett (2)    | Jam de Bakersfield / Toros d'Austin[b]          | Carlos Powell       | Wizards du Dakota                             |
| 2007-08 | Ian Mahinmi            | Toros d'Austin                                 | Rod Benson           | Wizards du Dakota                               | Billy Thomas (2)    | 14ers du Colorado                             |
| 2007-08 | Kasib Powell^          | Skyforce de Sioux Falls                        | Kaniel Dickens       | 14ers du Colorado                               | Marcus Williams     | Toros d'Austin                                |
| 2008-09 | Blake Ahearn (2)       | Toros d'Austin / Wizards du Dakota[c]          | Derrick Byars        | Jam de Bakersfield                              | Lance Allred (2)    | Stampede de l'Idaho                           |
| 2008-09 | Will Conroy (2)        | Thunderbirds d'Albuquerque                     | Josh Davis           | 14ers du Colorado                               | Ronald Dupree       | 66ers de Tulsa / Flash de l'Utah[d]           |
| 2008-09 | Erik Daniels (2)       | BayHawks d'Érié                                | Chris Hunter         | Mad Ants de Fort Wayne                          | Eddie Gill (2)      | 14ers du Colorado                             |
| 2008-09 | Courtney Sims^         | Energy de l'Iowa                               | Trey Johnson         | Jam de Bakersfield                              | Dontell Jefferson   | Flash de l'Utah                               |
| 2008-09 | Marcus Williams (2)    | Toros d'Austin                                 | James White          | Arsenal d'Anaheim                               | Cartier Martin      | Energy de l'Iowa                              |
| 2009-10 | Mike Harris^           | Vipers de Rio Grande Valley                    | Brian Butch          | Jam de Bakersfield                              | Alade Aminu         | BayHawks d'Érié / Jam de Bakersfield[e]       |
| 2009-10 | Dwayne Jones           | Toros d'Austin                                 | Will Conroy (3)      | Vipers de Rio Grande Valley                     | Antonio Anderson    | Vipers de Rio Grande Valley                   |
| 2009-10 | Cartier Martin (2)     | Energy de l'Iowa                               | Alonzo Gee           | Toros d'Austin                                  | Earl Barron         | Energy de l'Iowa                              |
| 2009-10 | Curtis Stinson         | Energy de l'Iowa                               | Rob Kurz             | Mad Ants de Fort Wayne                          | Curtis Jerrells     | Toros d'Austin                                |
| 2009-10 | Reggie Williams        | Skyforce de Sioux Falls                        | Mustafa Shakur       | 66ers de Tulsa                                  | Larry Owens         | 66ers de Tulsa                                |
| 2010-11 | Joe Alexander          | Legends du Texas                               | Jeff Adrien          | Vipers de Rio Grande Valley                     | Antonio Daniels     | Legends du Texas                              |
| 2010-11 | Chris Johnson          | Wizards du Dakota                              | Marcus Cousin        | Toros d'Austin / Vipers de Rio Grande Valley[f] | Patrick Ewing Jr.   | Skyforce de Sioux Falls / Bighorns de Reno[g] |
| 2010-11 | Ivan Johnson           | BayHawks d'Érié                                | Orien Greene         | Flash de l'Utah                                 | Jerel McNeal        | Vipers de Rio Grande Valley                   |
| 2010-11 | Trey Johnson (2)       | Jam de Bakersfield                             | Othyus Jeffers       | Energy de l'Iowa                                | DeShawn Sims        | Red Claws du Maine                            |
| 2010-11 | Curtis Stinson^ (2)    | Energy de l'Iowa                               | Larry Owens (2)      | 66ers de Tulsa                                  | Sean Williams       | Legends du Texas                              |
| 2011-12 | Blake Ahearn (3)       | Bighorns de Reno                               | Eric Dawson          | Toros d'Austin                                  | Morris Almond (2)   | Red Claws du Maine                            |
| 2011-12 | Justin Dentmon^        | Toros d'Austin                                 | Jeff Foote           | Armor de Springfield                            | Brandon Costner     | D-Fenders de Los Angeles                      |
| 2011-12 | Greg Smith             | Vipers de Rio Grande Valley                    | Courtney Fortson     | D-Fenders de Los Angeles                        | Dennis Horner       | Armor de Springfield                          |
| 2011-12 | Malcolm Thomas         | D-Fenders de Los Angeles                       | Marcus Lewis         | 66ers de Tulsa                                  | Jerry Smith         | Armor de Springfield                          |
| 2011-12 | Edwin Ubiles           | Wizards du Dakota                              | Elijah Millsap       | D-Fenders de Los Angeles                        | Sean Williams (2)   | Legends du Texas                              |
| 2012-13 | Brian Butch (2)        | Jam de Bakersfield                             | Damion James         | Jam de Bakersfield                              | Justin Holiday      | Stampede de l'Idaho                           |
| 2012-13 | Andrew Goudelock^      | Vipers de Rio Grande Valley                    | Cory Joseph          | Toros d'Austin                                  | Jerome Jordan       | D-Fenders de Los Angeles                      |
| 2012-13 | Jerel McNeal (2)       | Jam de Bakersfield                             | Kris Joseph          | Armor de Springfield                            | D. J. Kennedy       | Vipers de Rio Grande Valley                   |
| 2012-13 | Tony Mitchell          | Mad Ants de Fort Wayne                         | Travis Leslie        | Warriors de Santa Cruz                          | DaJuan Summers      | Red Claws du Maine                            |
| 2012-13 | Demetris Nichols       | Skyforce de Sioux Falls                        | Tim Ohlbrecht        | Vipers de Rio Grande Valley                     | Chris Wright        | Red Claws du Maine                            |
| 2013-14 | Ron Howard             | Mad Ants de Fort Wayne                         | Jorge Gutiérrez      | Charge de Canton                                | Seth Curry          | Warriors de Santa Cruz                        |
| 2013-14 | Kevin Murphy           | Stampede de l'Idaho                            | DeAndre Liggins      | Skyforce de Sioux Falls                         | Troy Daniels        | Vipers de Rio Grande Valley                   |
| 2013-14 | Othyus Jeffers (2)     | Energy de l'Iowa                               | James Nunnally       | Legends du Texas                                | Tony Mitchell (2)   | Mad Ants de Fort Wayne                        |
| 2013-14 | Robert Covington       | Vipers de Rio Grande Valley                    | Chris Wright (2)     | Red Claws du Maine                              | Terrence Williams   | D-Fenders de Los Angeles                      |
| 2013-14 | Justin Hamilton        | Skyforce de Sioux Falls                        | Hilton Armstrong     | Warriors de Santa Cruz                          | Arinze Onuaku       | Charge de Canton                              |
| 2014-15 | Jerrelle Benimon       | Stampede de l'Idaho                            | Chris Babb           | Red Claws du Maine                              | Jabari Brown        | D-Fenders de Los Angeles                      |
| 2014-15 | Seth Curry (2)         | BayHawks d'Érié                                | Bryce Cotton         | Spurs d'Austin                                  | Eric Griffin        | Legends du Texas                              |
| 2014-15 | Earl Barron (2)        | Jam de Bakersfield                             | James Michael McAdoo | Warriors de Santa Cruz                          | Jerel McNeal (3)    | Jam de Bakersfield                            |
| 2014-15 | Tim Frazier^           | Red Claws du Maine                             | Arinze Onuaku (2)    | Charge de Canton                                | Adonis Thomas       | Drive de Grand Rapids                         |
| 2014-15 | Willie Reed            | Drive de Grand Rapids                          | Elliot Williams      | Warriors de Santa Cruz                          | Damien Wilkins      | Energy de l'Iowa                              |
| 2015-16 | Erick Green            | Bighorns de Reno                               | Jimmer Fredette      | Knicks de Westchester                           | Sean Kilpatrick     | 87ers du Delaware                             |
| 2015-16 | Vander Blue            | D-Fenders de Los Angeles                       | Will Cummings        | Vipers de Rio Grande Valley                     | Quinn Cook          | Charge de Canton                              |
| 2015-16 | Jarnell Stokes^        | Skyforce de Sioux Falls                        | Coty Clarke          | Red Claws du Maine                              | Devin Ebanks        | Drive de Grand Rapids                         |
| 2015-16 | Jeff Ayres             | D-Fenders de Los Angeles                       | Nick Minnerath       | Charge de Canton                                | Ryan Gomes          | D-Fenders de Los Angeles                      |
| 2015-16 | Alex Stepheson         | Energy de l'Iowa                               | DeAndre Liggins (2)  | Skyforce de Sioux Falls                         | Jordan Bachynski    | Knicks de Westchester                         |
| 2016-17 | Quinn Cook (2)         | Charge de Canton                               | Josh Magette         | D-Fenders de Los Angeles                        | Marcus Georges-Hunt | Red Claws du Maine                            |
| 2016-17 | Vander Blue^ (2)       | D-Fenders de Los Angeles                       | Briante Weber        | Skyforce de Sioux Falls                         | Axel Toupane        | Raptors 905                                   |
| 2016-17 | Keith Benson           | Skyforce de Sioux Falls                        | Abdel Nader          | Red Claws du Maine                              | John Holland        | Charge de Canton                              |
| 2016-17 | Dakari Johnson         | Blue d'Oklahoma City                           | Alex Poythress       | Mad Ants de Fort Wayne                          | Jalen Jones         | Red Claws du Maine                            |
| 2016-17 | Walter Tavares         | Raptors 905                                    | Shawn Long           | 87ers du Delaware                               | Eric Moreland       | Charge de Canton                              |
| 2017-18 | Lorenzo Brown          | Raptors 905                                    | Antonio Blakeney     | Bulls de Windy City                             | Jaron Blossomgame   | Spurs d'Austin                                |
| 2017-18 | Thomas Bryant          | Lakers de South Bay                            | Alex Caruso          | Lakers de South Bay                             | Trey Burke          | Knicks de Westchester                         |
| 2017-18 | Quinn Cook (3)         | Warriors de Santa Cruz                         | Amile Jefferson      | Wolves de l'Iowa                                | Luke Kornet         | Knicks de Westchester                         |
| 2017-18 | Georges Niang          | Stars de Salt Lake City                        | Johnathan Motley     | Legends du Texas                                | Walter Lemon        | Mad Ants de Fort Wayne                        |
| 2017-18 | Jameel Warney          | Legends du Texas                               | Christian Wood       | 87ers du Delaware                               | Landry Nnoko        | Drive de Grand Rapids                         |
| 2018-19 | Chris Boucher          | Raptors 905                                    | Isaiah Hartenstein   | Vipers de Rio Grande Valley                     | P. J. Dozier        | Red Claws du Maine                            |
| 2018-19 | Angel Delgado          | Clippers d'Agua Caliente                       | Walter Lemon Jr. (2) | Bulls de Windy City                             | Amile Jefferson (2) | Magic de Lakeland                             |
| 2018-19 | Jordan Loyd            | Raptors 905                                    | Yante Maten          | Skyforce de Sioux Falls                         | Kalin Lucas         | Drive de Grand Rapids                         |
| 2018-19 | Jordan McRae           | Go-Go de Capital City                          | Johnathan Motley (2) | Clippers d'Agua Caliente                        | Duncan Robinson     | Skyforce de Sioux Falls                       |
| 2018-19 | Alan Williams          | Nets de Long Island                            | Theo Pinson          | Nets de Long Island                             | Christian Wood (2)  | Herd du Wisconsin                             |
| 2019-20 | Jaylen Adams           | Herd du Wisconsin                              | Donta Hall           | Drive de Grand Rapids                           | Justin Anderson     | Nets de Long Island                           |
| 2019-20 | Jarrell Brantley       | Stars de Salt Lake City                        | B. J. Johnson        | Magic de Lakeland                               | Dusty Hannahs       | Hustle de Memphis                             |
| 2019-20 | Devontae Cacok         | Lakers de South Bay                            | Josh Magette (2)     | Magic de Lakeland                               | Jemerrio Jones      | Herd du Wisconsin                             |
| 2019-20 | Frank Mason III        | Herd du Wisconsin                              | Johnathan Motley(3)  | Clippers d'Agua Caliente                        | Vic Law             | Magic de Lakeland                             |
| 2019-20 | Jarrod Uthoff          | Hustle de Memphis                              | Tremont Waters       | Red Claws du Maine                              | Marial Shayok       | Blue Coats du Delaware                        |
| 2020-21 | Moses Brown            | Blue d'Oklahoma City                           | Oshae Brissett       | Mad Ants de Fort Wayne                          | Tyler Cook          | Wolves de l'Iowa                              |
| 2020-21 | Mamadi Diakité         | Magic de Lakeland                              | Henry Ellenson       | Raptors 905                                     | Tre Jones           | Spurs d'Austin                                |
| 2020-21 | Jared Harper           | Knicks de Westchester                          | Malachi Flynn        | Raptors 905                                     | Jordan Poole        | Warriors de Santa Cruz                        |
| 2020-21 | Paul Reed              | Blue Coats du Delaware                         | Alize Johnson        | Raptors 905                                     | Jarrod Uthoff (2)   | BayHawks d'Érie                               |
| 2020-21 | Kevin Porter Jr.       | Vipers de Rio Grande Valley                    | Brodric Thomas       | Charge de Canton                                | Robert Woodard II   | Spurs d'Austin                                |
| 2021-22 | Justin Anderson (2)    | Mad Ants de Fort Wayne                         | Anthony Barber       | Skyhawks de College Park                        | Luka Garza          | Cruise de Motor City                          |
| 2021-22 | Mason Jones            | Lakers de South Bay                            | Charles Bassey       | Blue Coats du Delaware                          | Jared Harper (2)    | Squadron de Birmingham                        |
| 2021-22 | Justin Tillman         | Skyhawks de College Park                       | Braxton Key          | Cruise de Motor City                            | Justin Jackson      | Legends du Texas                              |
| 2021-22 | Trevelin Queen         | Vipers de Rio Grande Valley                    | Saben Lee            | Cruise de Motor City                            | Carlik Jones        | Legends du Texas                              |
| 2021-22 | Moses Wright           | Clippers d'Agua Caliente Legends du Texas      | Reggie Perry         | Raptors 905                                     | Anthony Lamb        | Vipers de Rio Grande Valley                   |
| 2022-23 | David Duke Jr.         | Nets de Long Island                            | Jamaree Bouyea       | Skyforce de Sioux Falls                         | Justin Anderson (3) | Mad Ants de Fort Wayne                        |
| 2022-23 | Jay Huff               | Go-Go de Capital City Lakers de South Bay      | Sharife Cooper       | Charge de Cleveland                             | Chris Chiozza       | Nets de Long Island                           |
| 2022-23 | Carlik Jones (2)       | Bulls de Windy City                            | Darius Days          | Vipers de Rio Grande Valley                     | Moussa Diabaté      | Clippers d'Ontario                            |
| 2022-23 | Kenneth Lofton Jr.     | Hustle de Memphis                              | Mfiondu Kabengele    | Celtics du Maine                                | Isaiah Mobley       | Charge de Cleveland                           |
| 2022-23 | Neemias Queta          | Kings de Stockton                              | Luka Šamanić         | Celtics du Maine                                | Xavier Moon         | Clippers d'Ontario                            |
| 2023-24 | Kenneth Lofton Jr. (2) | Blue Coats du Delaware Stars de Salt Lake City | Darius Bazley        | Blue Coats du Delaware Stars de Salt Lake City  | JD Davison          | Celtics du Maine                              |
| 2023-24 | Mac McClung            | Magic d'Osceola                                | Justin Champagnie    | Skyforce de Sioux Falls Go-Go de Capital City   | Elfrid Payton       | Mad Ants de l'Indiana                         |
| 2023-24 | Jason Preston          | Hustle de Memphis Stars de Salt Lake City      | Malcolm Hill         | Squadron de Birmingham                          | Jahmi'us Ramsey     | Blue d'Oklahoma City Raptors 905              |
| 2023-24 | Oscar Tshiebwe         | Mad Ants de l'Indiana                          | Mason Jones (2)      | Kings de Stockton                               | Adama Sanogo        | Bulls de Windy City                           |
| 2023-24 | Alondes Williams       | Skyforce de Sioux Falls                        | Trevelin Queen (2)   | Magic d'Osceola                                 | Ethan Thompson      | Capitanes de Mexico                           |